# British Rail 10800
A British Railways 10800 foi uma locomotiva diesel-elétrica construída pela empresa North British Locomotive Company para a British Railways em 1950. Ela foi encomendada pela London, Midland and Scottish Railway em 1946 mas não apareceu até antes da nacionalização das ferrovias de 1948.
Designada por George Ivatt como uma possível substituta das locomotivas a vapor utilizadas na época em serviços secundários e em ramais. O layout de cabine simples com o motor à frente como nas locomotivas a vapor davam ao condutor uma visão pobre da linha a sua frente. Esta visão não era diferente das locomotivas a vapor e por isso não causou grande impacto na época. Durante o seu serviço na região sudeste a 10800 ganhou o apelido de The Wonder Engine, do departamento do diário ferroviário.

## Leitura recomendada
- Clough, David N. (2011). "2: Diesel-Electric Development after 1945". Hydraulic vs Electric: The battle for the BR diesel fleet. Ian Allan. pp. 18–19. ISBN 978-0-7110-3550-8.
- Toms, George (January 1984). "The 'Hawk' project". Rail Enthusiast (EMAP National Publications). pp. 8–11, 13. ISSN 0262-561X. OCLC 49957965.